# Fäggeby
Fäggeby is een plaats in de gemeente Säter in het landschap Dalarna en de provincie Dalarnas län in Zweden. De plaats heeft 98 inwoners (2005) en een oppervlakte van 22 hectare. De plaats ligt aan de rivier de Dalälven.